# Adlullia tigris
Adlullia tigris är en fjärilsart som beskrevs av Holloway 1999. Adlullia tigris ingår i släktet Adlullia och familjen tofsspinnare. Inga underarter finns listade i Catalogue of Life.